# Пасікуровиці
Пасікуровиці (пол. Pasikurowice) — село в Польщі, у гміні Длуґоленка Вроцлавського повіту Нижньосілезького воєводства.
Населення — 763 особи (2011).
У 1975-1998 роках село належало до Вроцлавського воєводства.

## Демографія
Демографічна структура станом на 31 березня 2011 року:
|          | Загалом | Допрацездатний вік | Працездатний вік | Постпрацездатний вік |
| -------- | ------- | ------------------ | ---------------- | -------------------- |
| Чоловіки | 396     | 84                 | 273              | 39                   |
| Жінки    | 367     | 58                 | 236              | 73                   |
| Разом    | 763     | 142                | 509              | 112                  |